# Tiểu đoàn Aidar

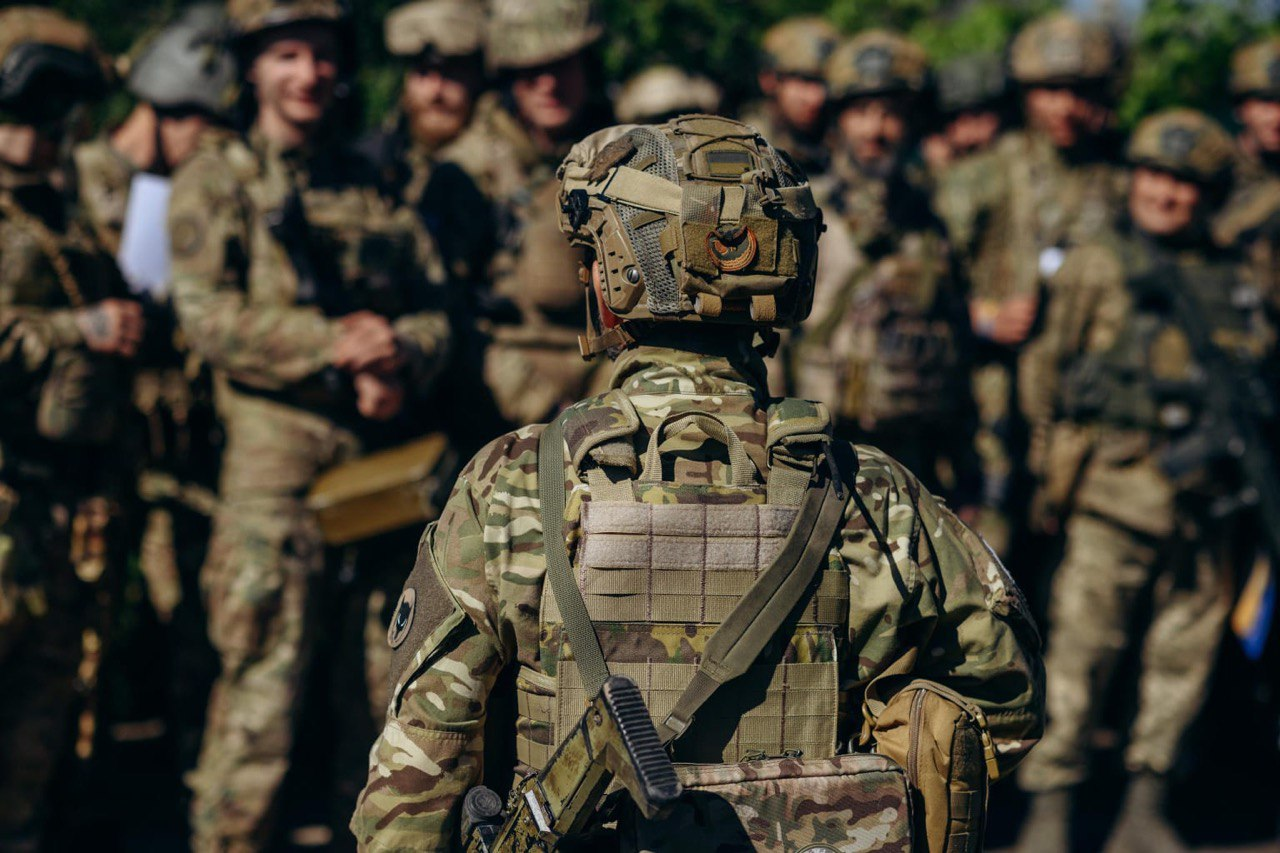
Lực lượng Tiểu đoàn Aidar thiện chiến

Tiểu đoàn Aidar (Aidar Battalion) tên đầy đủ là Tiểu đoàn Xung kích Độc lập số 24 "Aidar" (tiếng Ukraina: 24-й окремий штурмовий батальйон «Айдар»/24-i okremyi shturmovyi batalion "Aidar") là một đơn vị quân sự thiện chiến của Lục quân Ukraina, và cũng là đơn vị khét tiếng, gây nhiều tranh cãi của Ukraina. Ban đầu, lực lượng là một đơn vị tình nguyện, sau đó được sáp nhập chính thức vào Lực lượng Lục quân Ukraina. Tiểu đoàn Aidar được thành lập trong bối cảnh cuộc Chiến tranh Donbas bùng nổ. Khi thành lập thì lực lượng này là một tiểu đoàn bảo vệ lãnh thổ, tập hợp các tình nguyện viên từ khắp Ukraina, đặc biệt là những người tham gia phong trào Euromaidan. Đơn vị này được thành lập vào tháng 5 năm 2014 với tên gọi Tiểu đoàn Phòng thủ Lãnh thổ số 24 "Aydar" (24-й батальйон територіальної оборони «Айдар») và tham gia vào cuộc chiến ở miền Đông Ukraine với thành phần gồm khoảng 300-400 thành viên vào năm 2014. Đơn vị được đặt tên theo con sông Aidar ở vùng Luhansk, nơi đơn vị được triển khai ban đầu cũng như là nơi diễn ra các trận chiến ác liệt đầu tiên mà họ tham gia.

## Chiến sử

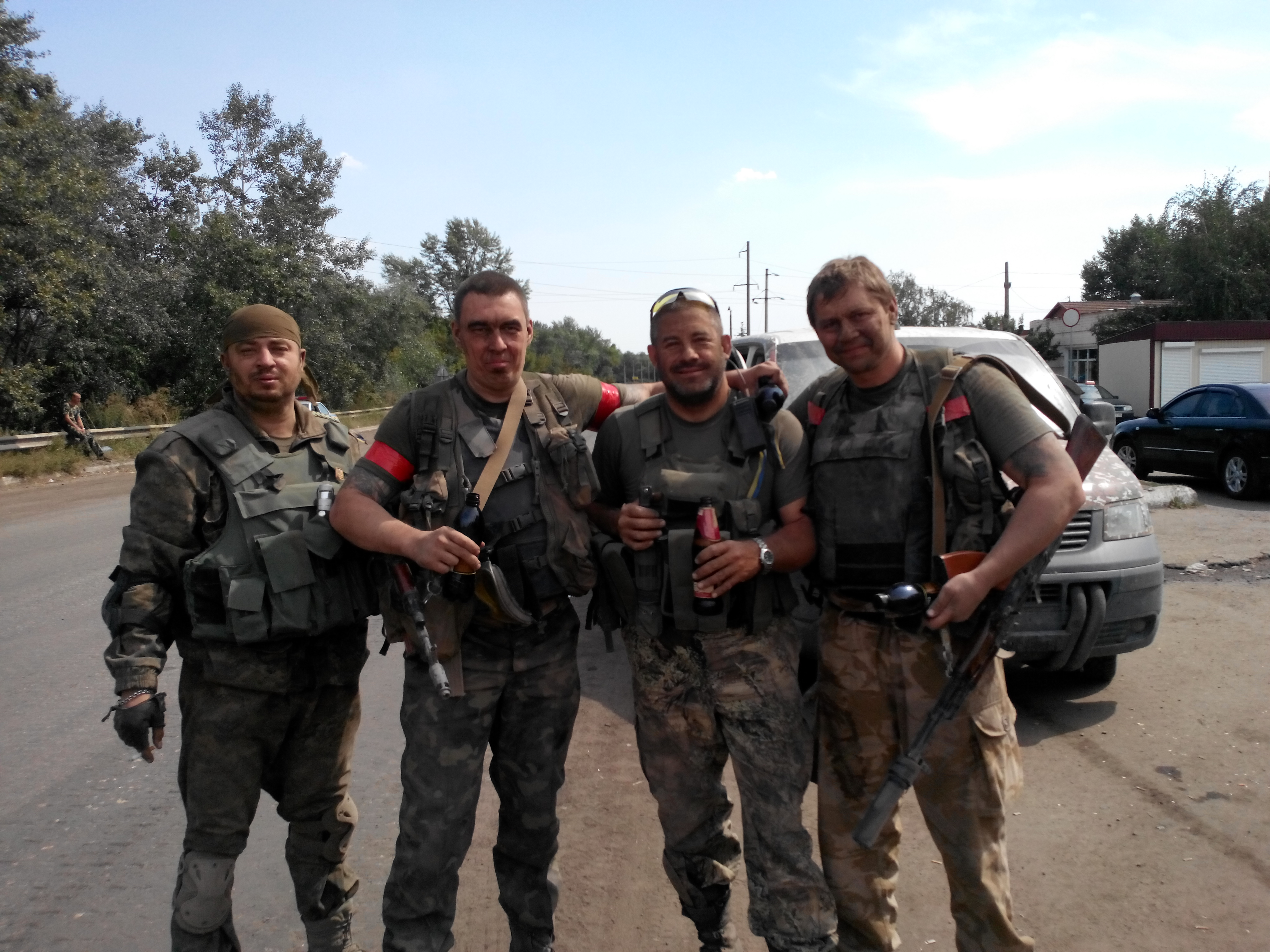
Lực lượng Tiểu đoàn Aidar

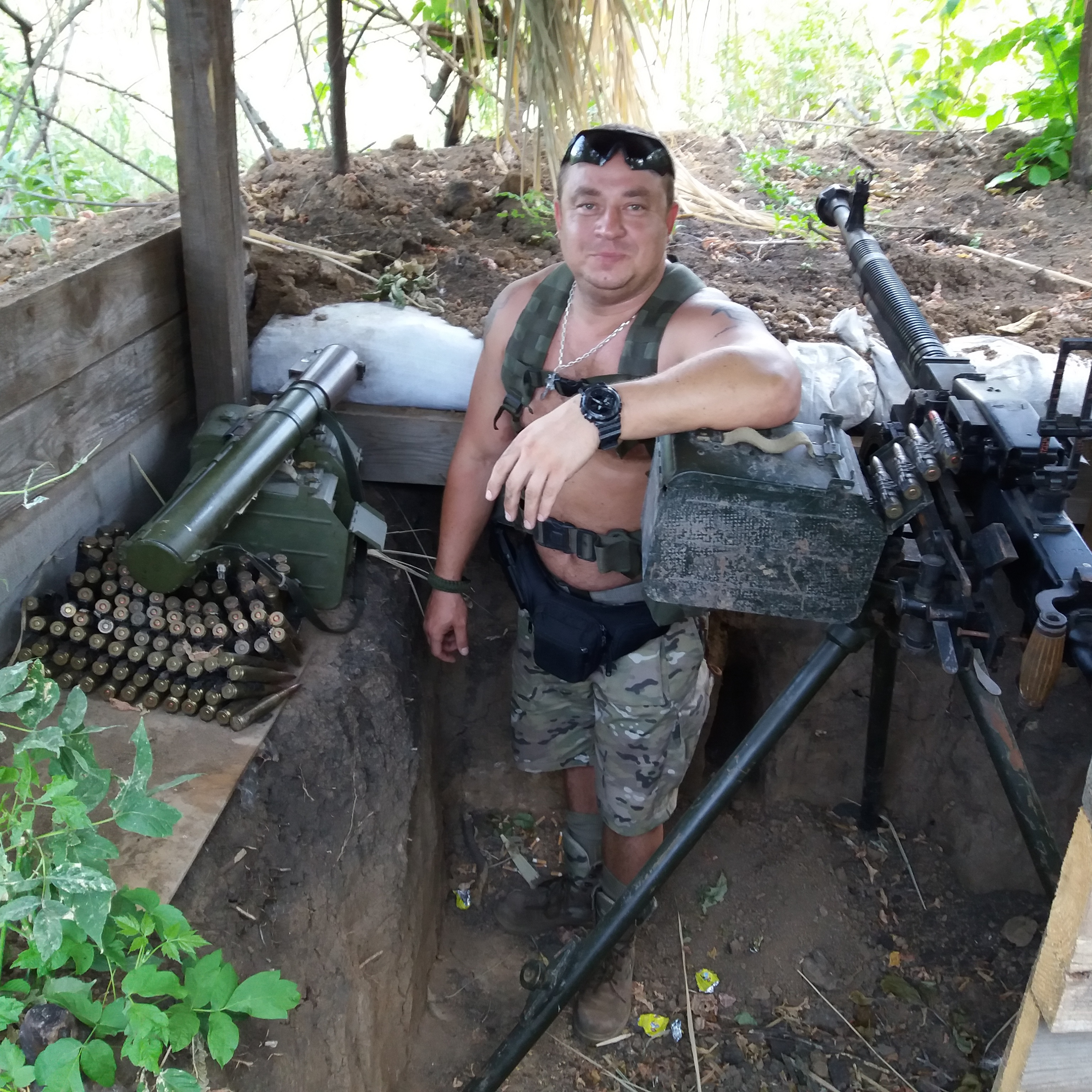
Một thành viên của Tiểu đoàn Aidar

Trong giai đoạn đầu, Aidar, giống như nhiều tiểu đoàn tình nguyện khác (như tiểu đoàn Azov, tiểu đoàn Donbas), đóng vai trò quan trọng trong việc bù đắp cho sự yếu kém và thiếu hiệu quả của quân đội chính quy Ukraina lúc bấy giờ. Họ được biết đến với tinh thần chiến đấu quả cảm và quyết liệt. Do các vấn đề về chỉ huy và các cáo buộc vi phạm, vào năm 2015, Tiểu đoàn Aidar được tái cấu trúc và chính thức sáp nhập vào Lực lượng Vũ trang Ukraina, được đổi tên thành Tiểu đoàn Xung kích Độc lập số 24 và trực thuộc các lữ đoàn cơ giới khác nhau trong suốt quá trình hoạt động. Năm 2016, Tiểu đoàn được chuyển giao cho Lữ đoàn cơ giới độc lập số 53. Vào cuối năm 2022, tiểu đoàn được rút khỏi Lữ đoàn cơ giới độc lập số 53 và gia nhập Lữ đoàn xung kích độc lập số 5 trực thuộc Bộ tư lệnh Lục quân. Đơn vị quân đội được thành lập vào năm 2022 với tên gọi là Trung đoàn xung kích độc lập số 5 nhưng vào năm 2023, trung đoàn được tổ chức lại thành một lữ đoàn bao gồm Tiểu đoàn xung kích độc lập số 24.
Tiểu đoàn Aidar là một trong những đơn vị tích cực nhất trên mặt trận Luhansk. Họ tham gia nhiều trận đánh quan trọng, góp phần tái chiếm các thị trấn như Shchastia. Tuy nhiên, họ cũng chịu tổn thất nặng nề, đặc biệt là trong các cuộc phục kích của lực lượng ly khai. Tính đến tháng 10 năm 2018, tiểu đoàn đã mất 130 binh sĩ tử trận trong chiến đấu. Sau khi được chính quy hóa, Tiểu đoàn Aidar tiếp tục tham gia vào các hoạt động chiến sự dọc theo giới tuyến ở miền Đông Ukraina. Khi Nga tiến hành cuộc xâm lược toàn diện vào năm 2022, tiểu đoàn này đã tham gia vào các mặt trận nóng bỏng nhất, bao gồm cả "chảo lửa" trong trận Bakhmut, và được coi là một trong những đơn vị thiện chiến, giàu kinh nghiệm của quân đội Ukraina nhất là trong tác chiến bằng máy bay không người lái (UAV). Vào tháng 5 năm 2023, tiểu đoàn Aidar đã giúp chiếm các vị trí của Nga ở làng Klischiivka gần Bakhmut. Vào ngày 24 tháng 4 năm 2024, Tiểu đoàn đã tham gia vào các trận chiến gần Chasiv Yar. Tiểu đoàn Aidar đã bắt giữ bốn người lính Nga thuộc Tiểu đoàn 1 của Trung đoàn 102 thuộc Sư đoàn súng trường cơ giới 150 của Quân đội Nga. 

## Cáo buộc
Có những cáo buộc các thành viên của Tiểu đoàn Aidar là các phần tử cực hữu đã phạm phải nhiều hành vi vi phạm nhân quyền và có thể xem là tội ác chiến tranh tại miền bắc tỉnh Luhansk như bắt cóc và giam giữ trái phép các dân thường địa phương, thường là doanh nhân hoặc nông dân, và cáo buộc họ hợp tác với phe ly khai. Có các báo cáo về việc đánh đập và ngược đãi đối xử tàn tệ với những người bị giam giữ cũng như tống tiền, cướp bóc tài sản của dân thường và doanh nghiệp. Ông Denis Krivosheev là quyền Giám đốc khu vực Châu Âu và Trung Á của Tổ chức Ân xá Quốc tế tuyên bố rằng việc bỏ đói dân thường như một phương pháp chiến tranh là một tội ác chiến tranh.

## Chú thích

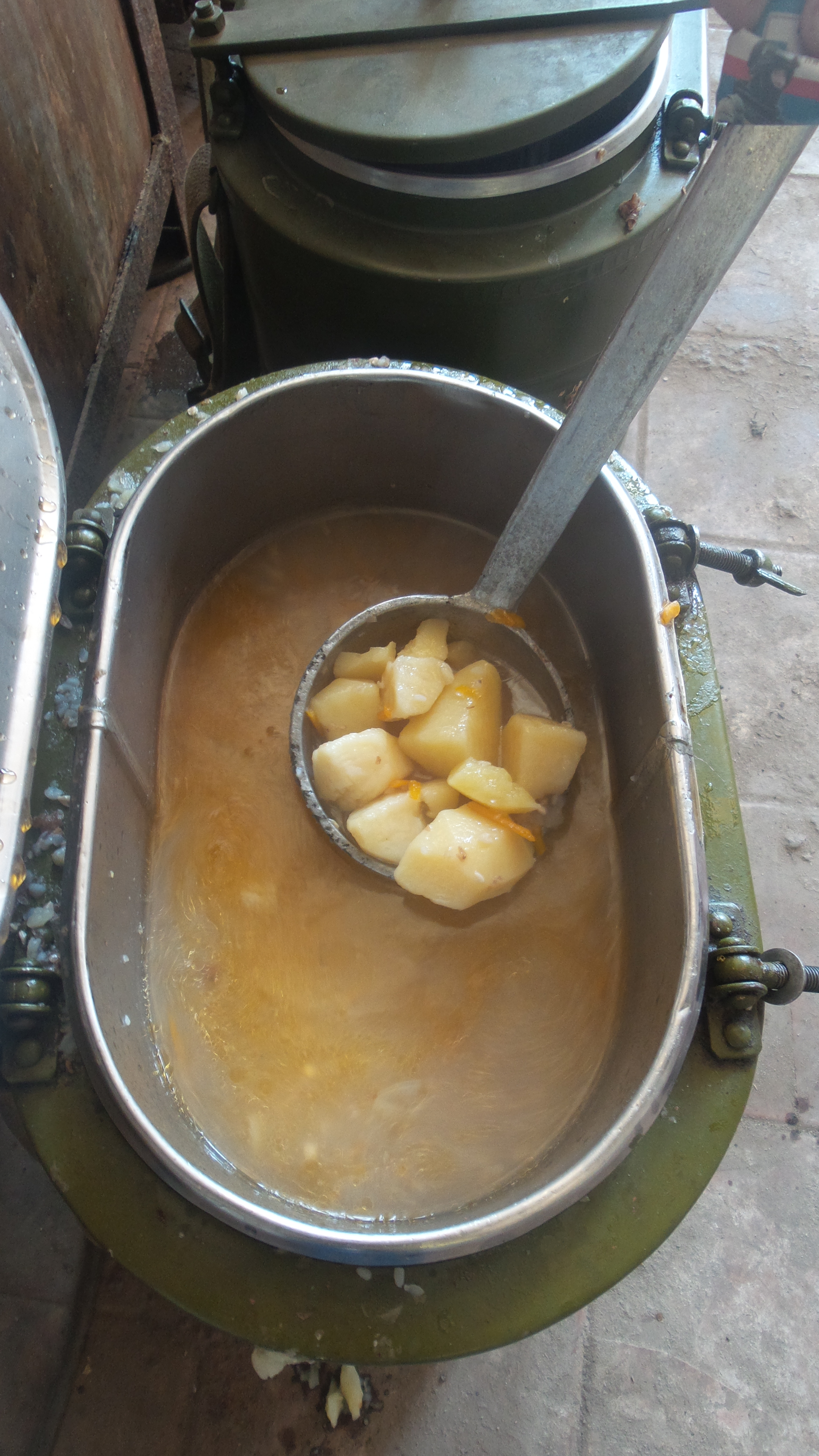
Khẩu phần súp khoai tây của lực lượng Aidar năm 2014